# Бурый лемур
Бурый лемур (лат. Eulemur fulvus) — млекопитающее из семейства лемуровых. Обитает на Мадагаскаре и Майотте.

## Описание
Длина тела 84—101 см, включая хвост длиной 41—51 см. Вес 2—3 кг. Шерсть короткая, густая, коричневого или серо-коричневого цвета. Мордочка и макушка тёмно-серые с отметинами на бровях. Глаза оранжево-красные.
Соседями бурого лемура с запада и востока являются похожие на него виды мангустовый лемур, Eulemur mongoz, и рыжебрюхий лемур, Eulemur rubriventer. Их можно отличить по цвету шерсти: шерсть Eulemur mongoz имеет серый оттенок, а шерсть Eulemur rubriventer — красноватый. На севере Мадагаскара ареал также пересекается с ареалом чёрного лемура, а на северо-западе — с ареалом белолобого лемура, Eulemur albifrons. С последним бурый лемур создаёт гибриды.

## Рацион
Рацион преимущественно состоит из фруктов, побегов растений и цветов. Иногда едят беспозвоночных, таких как цикады, пауков и многоножек. Распространена геофагия: едят почву, красную глину, кору деревьев. Представители вида более устойчивы к высоким порциям яда, получаемым вместе с пищей, чем другие лемуры.

## Поведение
Ареал бурых лемуров велик, в нём представлены различные типы лесов — низинные дождевые леса, горные дождевые леса, влажные вечнозелёные леса и сухие листопадные леса. Проводят 95 % времени на верхних ярусах деревьев и около 2 % времени на земле.
Обычно живут группами от 5 до 12 особей, однако иногда размеры группы бывают больше, особенно на Майотте. Территория группы 1—9 гектаров в западной части ареала и более 20 гектаров в восточной. Группы состоят из животных обоих полов, молодняка, внутри группы нет строгой иерархии.

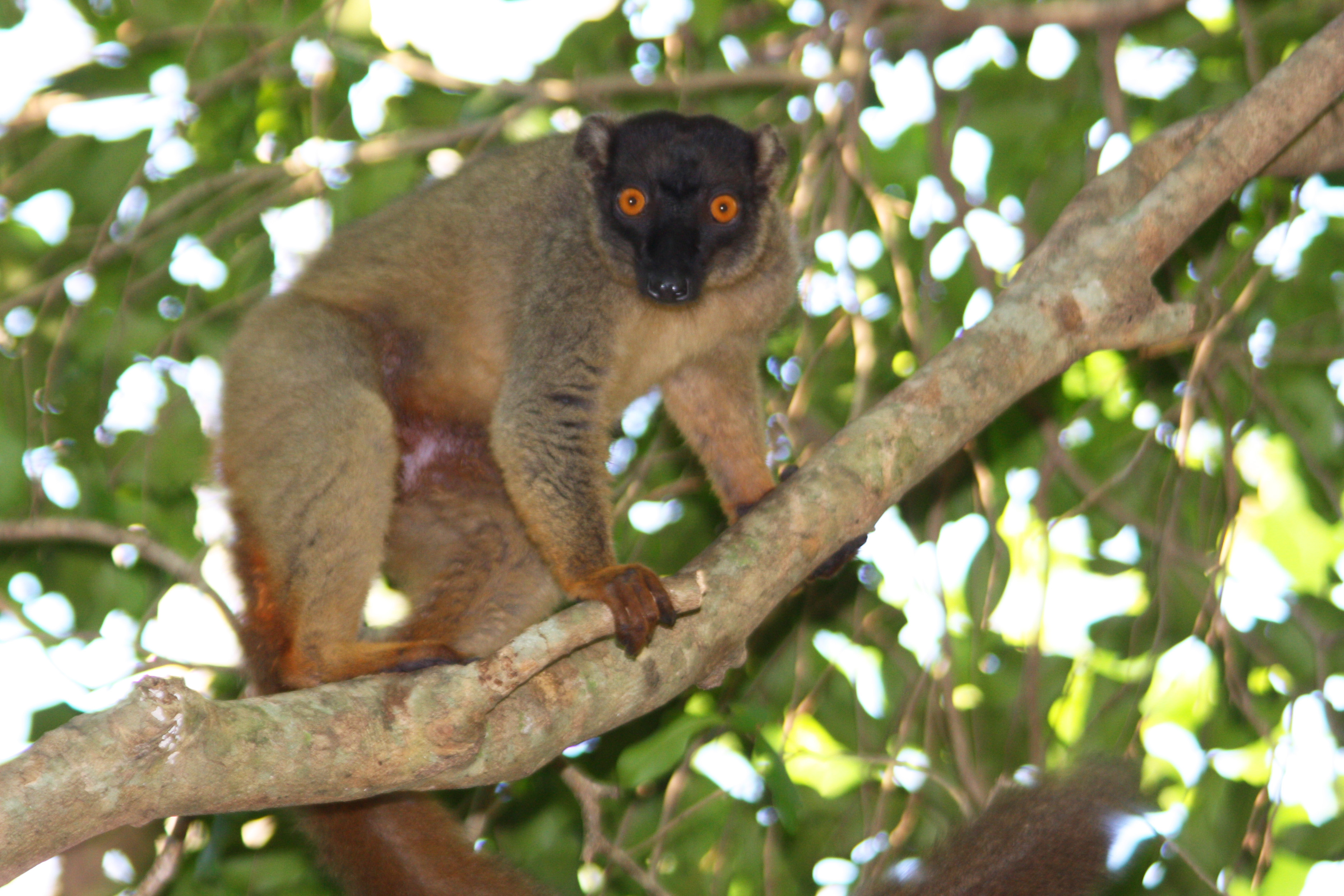

Активны преимущественно днём, однако способны проявлять круглосуточную активность, особенно в лунные ночи и во время сухого сезона.
В западных частях ареала встречаются также мангустовые лемуры, иногда два этих вида вместе перемещаются по лесу. Оба вида стараются подстроить своё поведение во избежание конфликтов. К примеру, мангустовые лемуры могут стать ночными животными во время сухого сезона.
На юге Мадагаскара существует популяция гибридов Eulemur fulvus rufus x collaris. Эти лемуры также живут группами, но с чёткой иерархией — во главе группы стоит взрослая самка.

## Размножение
Сезон размножения приходится на май и июнь. Беременность длится порядка 120 дней, после чего, в сентябре и октябре самки приносят детёнышей, обычно одного, реже двух. Молодняк отлучается от груди в возрасте 4—5 месяцев. Половая зрелость наступает к 18 месяцам, и уже в возрасте 2 лет самки приносят свой первый помёт. Продолжительность жизни более 30 лет.

## Распространение
Обитают в центральной части Мадагаскара, а также на западе острова к северу от реки Бецибука и на востоке между реками Мангуру и Царатанана. Существует популяция на Майотте, однако считается, что она была интродуцирована туда человеком.

## Классификация
До 2001 года следующие пять видов лемуров считались подвидами бурого лемура:
- Белолобый лемур (Eulemur albifrons)
- Краснолобый лемур (Eulemur rufus)
- Eulemur cinereiceps
- Eulemur collaris
- Лемур Санфорда (Eulemur sanfordi)

Впрочем, некоторые зоологи продолжают считать белолобого и краснолобого лемуров подвидами бурого лемура.